# Grand Prix Kranj 2009
Il Grand Prix Kranj 2009, quarantaduesima edizione della corsa, valido come evento dell'UCI Europe Tour 2009 categoria 1.1, si svolse il 30 maggio 2009 su un percorso di 160,8 km. Fu vinto dallo sloveno Gašper Švab, che giunse al traguardo con il tempo di 3h44'21" alla media di 43,004 km/h.
Al traguardo 81 ciclisti portarono a termine il percorso.

## Ordine d'arrivo (Top 10)
| Pos. | Corridore             | Squadra      | Tempo    |
| ---- | --------------------- | ------------ | -------- |
| 1    | Gašper Švab           | Sava         | 3h44'21" |
| 2    | Robert Vrečer         | Adria Mobil  | s.t.     |
| 3    | Jaŭhen Sobal'         | C. Calzatura | s.t.     |
| 4    | Bruno Rizzi           | Utensilnord  | a 10"    |
| 5    | Grega Bole            | Amica Chips  | s.t.     |
| 6    | Marko Kump            | Adria Mobil  | a 13"    |
| 7    | Jure Kocjan           | Carmiooro    | s.t.     |
| 8    | Daniele Colli         | Carmiooro    | s.t.     |
| 9    | Francesco Chicchi     | Liquigas     | s.t.     |
| 10   | Krzysztof Szczawiński | Miche        | s.t.     |